# Horizontalidad
La horizontalidad es una práctica o propuesta organizacional que implica desarrollar o incentivar un poder de decisión o de participación más o menos igualitario entre los individuos que conforman una organización. La horizontalidad es opcional para una organización y busca una mayor interacción en el grupo para potenciar el liderazgo y la innovación. 

## Usos en política y empresa
- Dentro de algunas organizaciones específicas y grupos de afinidad anarquistas es parte de su forma de militancia.[1]
- Dentro de la organización cooperativista existe una política similar entre los socios de esta, una persona=un voto (véase: autogestión).
- El término horizontalismo apareció formalmente como consigna dentro de los movimientos radicales que surgieron de la crisis de la Argentina en 2001, donde se reivindicaba la participación en igualdad de los ciudadanos y su iniciativa en autonomía de los partidos políticos y el gobierno. Los trabajadores de empresas recuperadas también reclamaron una organización horizontal en estas.[2]
- Durante el Foro Social Europeo de Londres en 2004, surgió con el término horizontales, representantes de la forma de organización de los nuevos movimientos sociales, en contraste con los verticales de los movimientos sociales tradicionales.[3][4]
- Se usa el término en tendencias de pedagogía, donde una de las bases de la educación y de la formación de individuos libres es el diálogo, que por su naturaleza es horizontal. (véase: horizontalidad educativa)
- En los nuevos modelos de gestión empresarial la horizontalidad es la existencia de instancias de trabajo colaborativo en la empresa, donde la aportación de ideas y el trabajo esté distribuido de cara a satisfacer al mercado de una forma más efectiva (véase: empresa 2.0, wikinomía, crowdsourcing).[5][6][7]

Las políticas horizontales son neutras entre sectores, no discriminatorias y de una temporalidad definida. Las principales medidas de tipo horizontal están destinadas a:[cita requerida]
- Corregir las fallas en el funcionamiento de los mercados o regular estos para que sus estructuras permitan un grado de competencia cercano al de los mercados contestables (mejorar la información, prevenir las prácticas monopólicas, asegurar los derechos de propiedad, promover la ética ambiental).
- Mejorar la disponibilidad y la calidad de los insumos (fomentar la innovación, desarrollar la infraestructura, elevar la calidad de la mano de obra, suministro y costo del crédito etc, asegurando así la dotación de factores en forma equitativa y oportuna a precios de mercado.

En lo referente a los instrumentos, las medidas de tipo regulatorio adquieren una enorme relevancia, ya sea que se trate de crear un marco que garantice el libre juego de competencias en los mercados o de eliminar reglamentaciones excesivas que entorpezcan el desarrollo de la iniciativa privada.[cita requerida]

## Críticas y contracríticas
Existen algunas críticas a este tipo de organización.
- "Una organización no puede carecer de líderes": Lo representativo del liderazgo autoritario viene siendo a ser la marcada desigualdad de poder que conlleva a la discriminación, por lo que los partidarios de la horizontalidad afirman que las personas pueden poner mejor desempeño en aquello que realicen sin que haya presiones verticales de por medio. En cambio el liderazgo entendido como innovación y credibilidad es positivo, así como la presión de los compañeros.

- "No se puede salir adelante puesto que todas las personas harían lo que quisieran": En este ámbito de horizontalidad, las personas no harían lo que quisieran, porque lo que harían lo harían por beneficio propio pero bajo consentimiento común, resultando un mejor desarrollo organizacional al sentirse cada uno parte activa de aquello a lo que dedica su tiempo y esfuerzo.

- "La gente no se organizaría bien de ésta manera": En este ámbito, la gente se organizaría, puesto que para que una organización esté bien estructurada no se necesitan mandos muy marcados sino una meta clara y común, siendo mejor hacer las cosas con voluntad e iniciativa propia.

En tanto modelo de estructuración para organizaciones sociales y/o políticas, el horizontalismo ha sido fuertemente criticado. Al plantear una igualdad "ideal" en la práctica desconoce la diversidad de experiencias y habilidades de los miembros integrantes de los grupos, en los que hay personas con mayores capacidades de dirección que terminan tendenciando las decisiones hacia sus pareceres al estar debatiendo con personas con menor preparación o conocimientos específicos. Este tipo de situaciones ´caudillistas´ ha llevado a entender que las organizaciones que se llaman horizontales terminan siendo las menos democráticas y más autoritarias. Sumado a esto, las agrupaciones que adoptan esta modalidad prácticamente en todos los casos toman el consenso entre los integrantes como método para la toma de decisiones, lo que es cuestionado debido a que la oposición(caprichosa o no) de una minoría tiraniza la decisión mayoritaria. Estas dos características hacen que se entienda este método organizacional como antidemocrático, especialmente es así planteado por quienes abogan por métodos de decisión de base y democráticos no verticalistas pero con elementos elegidos para organizar una dirección, como el Centralismo democrático, el cual ha demostrado poder aunar las mejores características que plantean los horizontalistas-una persona=un voto, creatividad, participación, distribución de tareas, etc.- y ser al mismo tiempo representativo, no autoritario y flexible-siempre que sea utilizado sin caer en deformaciones verticalistas o de otro tipo-.
En los últimos tiempos con la maduración de las experiencias militantes surgidas al calor de las luchas populares de la Argentina del 2001 varias de estas espacios han reconocido estos límites y dificultades y han dejado atrás el horizontalismo sino teóricamente al menos como forma de organización.